# Azemmour
Azemmur o Azammur; en francès, Azemmour; en castellà i portuguès, Azamor; en àrab, أزمور, és una vila de la costa atlàntica del Marroc, a uns 75 km al sud-oest de Casablanca i uns 10 km al nord-est d'Al-Djidida (Mazagan), situada a la riba esquerra del uadi Umm Rabi (Oumm er-Rbia), que es troba a prop de la seva desembocadura. Forma part de la província d'El Jadida de la regió de Casablanca-Settat. Segons el cens de 2014 tenia una població total de 40.920 persones.
El 1953, tenia 15.000 habitants i vers el 2004 n'eren uns 40.000. El seu nom deriva de l'amazic asemmúr que vol dir ‘olivera del camp’. El seu recurs principal és la pesca, i n'és la temporada principal de desembre a març. Actualment, la seva platja és visitada per alguns turistes. El seu patró és el santó Mulay Abu Shuayb, molt anomenat al Marroc.
La seva història és força desconeguda. Se sap que els castellans hi van fer algunes incursions abans del 1480, quan el tractat amb Portugal, conegut com a tractat d'Alcaçovas, fou ratificat a Toledo i va deixar en mans dels portuguesos la costa atlàntica marroquina. El 1486, la vila estava sota sobirania del rei Joan II de Portugal (1481-1495), però no estava ocupada militarment sinó que els caps locals s'hi havien sotmès voluntàriament; aquesta sobirania fou confirmada per un tractat del 1497, en què s'establí el pagament d'un tribut de 10.000 savéis cada any.
Després del 1506, un partit dels caps amazics locals va demanar-ne a Portugal l'ocupació efectiva, que el rei Manuel I de Portugal (1495-1521) va intentar el 1508 per mitjà d'una esquadra dirigida per João de Meneses, però va fracassar per l'oposició d'una altra facció local. El 1513, el cap local d'Azemor, Mulay Zayam, va refusar el pagament del tribut, i el rei portuguès va enviar una flota ben equipada de 500 vaixells i 15.000 soldats dirigida pel duc Jaume de Bragança. El 28 i 29 d'agost, els portuguesos van desembarcar prop de la ciutat i van derrotar les forces enemigues al voltant del port. Entre els soldats portuguesos, hi havia Fernão de Magalhães, descobridor posteriorment de l'estret que porta el seu nom, que va perdre el cavall en una escaramussa. L'1 de setembre del 1513, les forces del duc va ocupar finalment el port sense trobar resistència a l'interior. Unes fortificacions consistents en un circuit emmurallat (que es conserva) hi foren construïdes per defensar la ciutat dels atacs de les tribus hostils.
El 12 de març del 1541, els musulmans van ocupar Santa Cruz do Cabo de Gué. Ja les dificultats d'abastiment i el cost que suposava havien fet pensar al rei Joan III de Portugal (1521-1557) la conveniència d'evacuar algunes de les places de Barbaria, i ara va donar l'ordre d'abandonar Azemor i Safi, que es va complir a finals d'octubre del 1541 (dia 30), i es concentraren les forces portugueses a Mazagan. Llavors, n'esdevingué un centre de la guerra santa, especialment contra la veïna Mazagan. Probablement, d'aquesta ciutat era Estebanico de Azemor, un negre marroquí que va participar de manera destacada en l'expedició d'exploració de Cabeza de Vaca pel territori dels moderns Estats Units (1528-1536).
El 30 de juny del 1908 fou ocupada pels francesos.